# Liriomyza lacertella
Liriomyza lacertella är en tvåvingeart som först beskrevs av Camillo Rondani 1875.  Liriomyza lacertella ingår i släktet Liriomyza och familjen minerarflugor.
Artens utbredningsområde är Italien. Inga underarter finns listade i Catalogue of Life.